# Pfarrkirche Windhaag

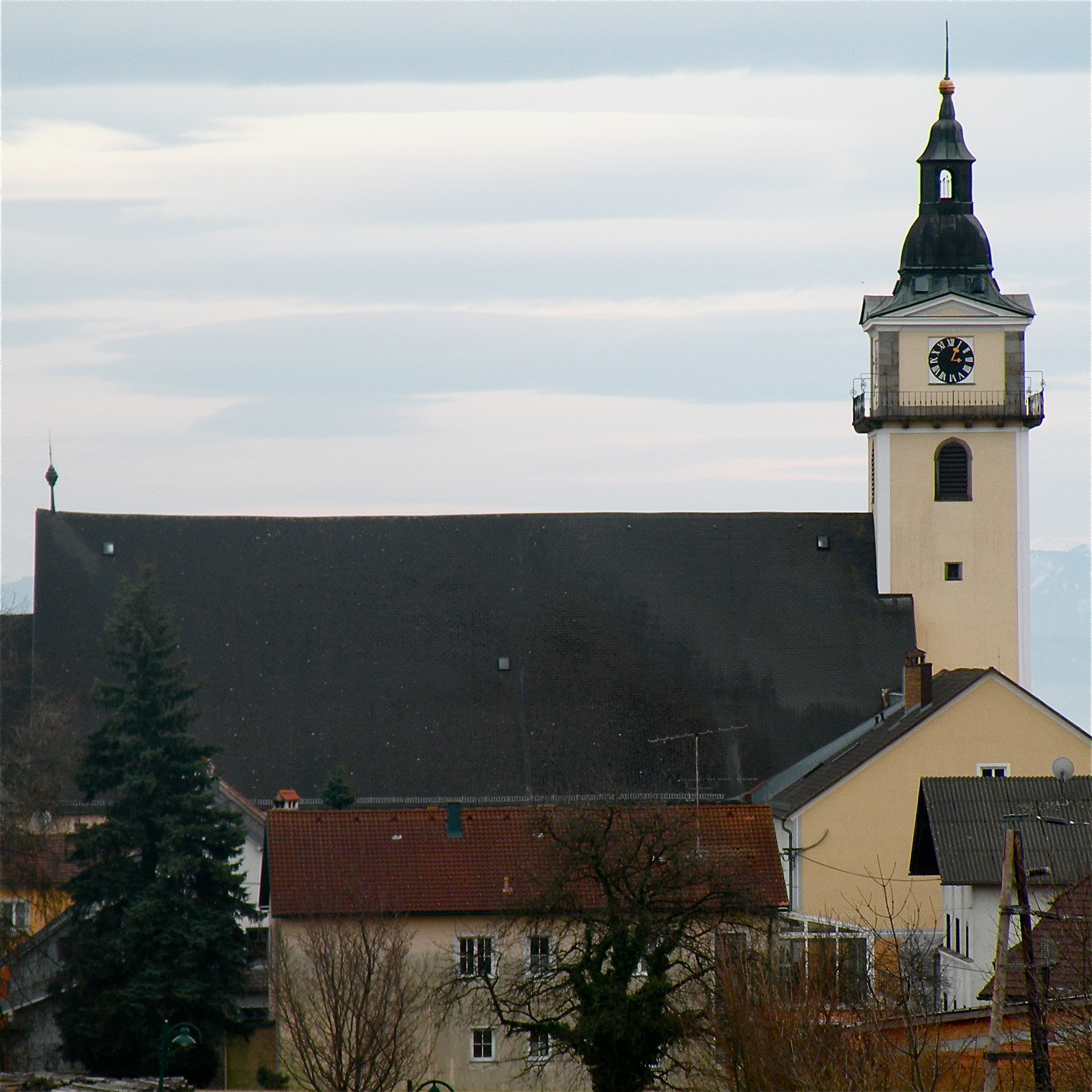
Pfarrkirche Windhaag bei Perg

Die der heiligen Maria Magdalena geweihte Pfarrkirche Windhaag war bis 1782 die Klosterkirche des ehemaligen Dominikanerinnenklosters Windhaag und befindet sich im Ortszentrum von Windhaag bei Perg im Bezirk Perg. Die Kirche dient fallweise auch als Veranstaltungsort für Konzerte, beispielsweise im Rahmen der Donaufestwochen.

## Geographie
Die Pfarrkirche Windhaag ist die Pfarrkirche der römisch-katholischen Pfarre Windhaag/Perg im Dekanat Perg in der Region Mühlviertel in der für das Bundesland Oberösterreich zuständigen österreichischen Diözese Linz in der Kirchenprovinz Wien.
Diese wird innerhalb der kirchlichen Verwaltung mit der Pfarrnummer 4476 geführt und hat 1096 Katholiken,
die sich auf das Gemeindegebiet von Windhaag bei Perg mit Ausnahme der Ortschaften Karlingberg und Kuchlmühle, die zur Pfarre Perg gehören sowie der Ortschaft Kemet, die zur Pfarre Münzbach gehört, verteilen.
Der Pfarre obliegt die Verwaltung des Windhaager Orts- und Pfarrfriedhofs. Als Aufbahrungshalle dient die an den Windhaager Pfarrhof angebaute ehemalige Windhaager Portiunkulakirche.
Zur Pfarre gehören in der Katastralgemeinde Windhaag bei Perg neben dem Hauptort Windhaag die Ortschaften Asching und Holzmann, in der Katastralgemeinde Altenburg die Ortschaften Altenburg, Forndorf, Freindorf, Hochtor und Pragtal.
Die Pfarre ist Teil des Seelsorgeraumes Perg, dem die Pfarren Allerheiligen, Münzbach, Pergkirchen, Perg und Windhaag angehören.
Nachbarpfarren sind Allerheiligen im Mühlkreis, Münzbach, Perg, Pergkirchen und Rechberg im Dekanat Perg sowie Bad Zell im Dekanat Pregarten.

## Geschichte

### Geschichte der Pfarre
Die Pfarre Windhaag/Perg wurde im Zuge der josephinischen Reformen am 6. März 1784 errichtet, indem die seit 1344 bestehenden Pfarrrechte der heutigen, dem heiligen Bartholomäus geweihten Filialkirche Altenburg auf die Kirche des zu dieser Zeit aufgelösten Dominikanerinnenklosters Windhaag übertragen wurden.

### Geschichte der Pfarrkirche
Die Pfarrkirche Windhaag wurde in den Jahren 1685 bis 1693 ungefähr zeitgleich mit dem Kloster Windhaag errichtet und am 6. Oktober 1693 vom Passauer Bischof Johann Philipp von Lamberg geweiht. Im Zuge der josephinischen Reformen wurde das Kloster 1782 aufgehoben. Seither wirkten in Windhaag elf Pfarrer. 1849 brannte der ursprünglich schlanke barocke Turmhelm nach einem Blitzschlag ab und wurde durch einen niedrigeren Turmhelm ersetzt. 1917 mussten von den sechs Glocken vier abgeliefert werden. In Windhaag verblieb die Magdalenaglocke und in Altenburg die Dreikönigsglocke. 1949 wurde durch Ankauf von vier Bronzeglocken das volle Geläute wiederhergestellt.

## Bauwerk
Bei der Kirche handelt es sich um eine überschaubare Saalkirche mit einem 45 Meter hohen Turm auf der Westseite. Durch das Hauptportal auf der Südseite gelangt man zunächst in eine zweijochige Vorhalle, von der Türen in das Läuthaus, in den unteren Kreuzgang und in den einschiffigen sechsjochigen Kirchenraum führen. Die Kirche wird durch zwei an der Südseite übereinander angeordnete Fensterreihen mit Tageslicht versorgt.
Der ehemalige Chorraum für die Nonnen befindet sich im westlichen Teil der Kirche auf einer Empore, die auf vier schlanken Granitsäulen steht. Der im östlichen Teil der Kirche gelegene dreijochige Altarraum ist im Vergleich zum Langhaus niedriger, seitlich eingerückt und hat einen geraden Chorabschluss.
An der Nordseite des Langhauses schließen ein oberer und unterer Kreuzgang an, die nach der Klosteraufhebung mit der Kirche baulich vereinigt wurden.

## Inneneinrichtung
Oberhalb des Portals steht eine barocke Holzstatue der Kirchenpatronin aus der Zeit um 1690.
Die beiden Hochaltarbilder wurden von Johann Wolfgang Dallinger zur Zeit des Kirchenbaus um 1690 gemalt, zeigen Szenen aus dem Leben von Maria Magdalena und wurden zuletzt 1984 von Friedrich Fuchs restauriert.
Der rechte Seitenaltar ist der heiligen Agnes von Montepulciano (1268–1317) geweiht. Der Tabernakel aus dem Jahr 1913 stammt von Georg Wagner. Der vorhandene Tabernakel wurde im linken, dem heiligen Dominikus geweihten, Seitenaltar untergebracht.
Bei einer der in der Kirche befindlichen Heiligengestalten handelt es sich um eine von Hans Leinberger um 1510 geschaffene spätgotische Madonna, die bereits für die ehemalige Schlosskapelle von der Familie Prager angeschafft worden war. Die übrigen Heiligen-Plastiken stammen aus der Zeit um 1700. 1984 wurden die auf die Süd- und Nordwand aufgemalten Apostelkreuze entdeckt und aufgefrischt.
An der Nordwand des Langhauses befinden sich die Kanzel sowie die Darstellung der Schmerzensmutter aus der 1. Hälfte des 18. Jahrhunderts.
In der Kirche ist eine Reihe von Priestern aus der Zeit von 1706 bis 1738 bestattet. Laut Totenbuch starben in der Zeit von 1676 bis 1830 75 Dominikanerinnen, die ursprünglich in einer Nonnengruft im unteren Kreuzgang bestattet wurden. Hinter dem 1910 an der Ostwand des unteren Kreuzganges errichteten Heiligen Grab zeugt eine bemalte und mit einer Inschrift versehene Eisentür vom ehemaligen Klosterkerker der Nonnen.